# El Pato
El Pato é uma localidade do partido de Berezategui, da Província de Buenos Aires, na Argentina. Possui uma população estimada em 6.970 habitantes (INDEC 2001).